# Robin Johnstone
Robin Johnstone (7 de agosto de 1901-20 de febrero de 1976) fue un deportista británico que compitió en remo como timonel. Participó en los Juegos Olímpicos de Amberes 1920, obteniendo una medalla de plata en la prueba de ocho con timonel.

## Palmarés internacional
| Juegos Olímpicos | Juegos Olímpicos  | Juegos Olímpicos | Juegos Olímpicos |
| Año              | Lugar             | Medalla          | Prueba           |
| ---------------- | ----------------- | ---------------- | ---------------- |
| 1920             | Amberes (Bélgica) | Medalla de plata | Ocho con timonel |